# Arroyo Swift (río Baker)
El arroyo Swift es un afluente del río Baker que fluye hacia el sur en el condado de Whatcom,en el estado estadounidense de Washington. Tiene alrededor de 11 km de largo y se eleva sobre glaciares cerca de Table Mountain y Kulshan Ridge; Inicialmente el río Swift fluye hacia el oeste antes de unirse a otras corrientes glaciares. Luego gira hacia el sur-sureste durante varias millas hasta el lago Baker, donde se une al arroyo Morovitz justo antes de la desembocadura.
Cabe destacar, que el arroyo Park es un pequeño arroyo que fluye hacia el este y desemboca en el lago Baker muy cerca del arroyo Swift, pero no debe considerarse un afluente. El NFD 11 (Baker Lake Road) cruza el arroyo cerca de su desembocadura, que está justo debajo de la del arroyo Shannon.